# Paralcis prionophora
Paralcis prionophora är en fjärilsart som beskrevs av Louis Beethoven Prout 1916. Paralcis prionophora ingår i släktet Paralcis och familjen mätare. Inga underarter finns listade i Catalogue of Life.